# اروج قشلاق حاج اسماعیل
اروج قشلاق حاج اسماعیل یک روستا در ایران است که در بخش اسلام‌آباد واقع شده‌است. اروج قشلاق حاج اسماعیل ۶۰ نفر جمعیت دارد.